# Brick - Dose mortale
Brick - Dose mortale (Brick) è un film del 2005 montato, scritto e diretto da Rian Johnson, vincitore di un Premio speciale della giuria "per l'originalità della visione" al Sundance Film Festival.

## Trama
Brendan Frye, un adolescente solitario con un passato come spacciatore, scopre nel suo armadietto un messaggio che lo dirige verso un telefono pubblico, dove riceve una chiamata dalla sua ex fidanzata terrorizzata Emily Kostich, la quale chiede disperatamente aiuto. Menziona un "mattone", "Tug" e "il Perno" (Pin in inglese) prima di riattaccare bruscamente, apparentemente impaurita da una Ford Mustang nera di passaggio.
Incapace di localizzare Emily, Brendan chiede aiuto al suo amico Brain e si incontra con un'altra ex fidanzata, Kara (che lo aveva anche iniziato nel giro), attraverso la quale arriva ad una festa organizzata dalla civettuola Laura Dannon e dal suo fidanzato, Brad Bramish. Laura indica Brendan a Dode, tossico e attuale ragazzo di Emily, che organizza un incontro con lei.
All'incontro, Emily rinfaccia a Brendan il suo isolamento e l'averla obbligata a stare sola con lui quando erano insieme, e lo supplica di lasciarla andare. Brendan ruba il suo block notes e trova una nota che Brain identifica come un luogo dove i liceali dell'alta società sono soliti incontrarsi. Recatosi lì il giorno seguente, Brendan trova il cadavere di Emily. Sconvolto, il ragazzo decide di indagare sul suo omicidio, nascondendo il corpo per evitare l'intrusione della polizia. Brendan grazie a Brain scopre che "il Perno" è un barone della droga locale segreto, di cui nessuno però conosce l'aspetto o di cui non vuole parlare, per cui, con l'aiuto di Brain,  si infiltra nel giro criminoso di un liceo per indagare sulla morte della sua ex ragazza.
Dal momento che Brad è un frequente tossicodipendente, Brendan combatte con lui, sperando di attirare l'attenzione del Perno. Più tardi, un uomo che indossa un berretto picchia Brendan. Il ragazzo ha poi un colloquio con Gary Trueman, vicepreside della scuola. Trueman si fida di Brendan, dal momento che questi con una soffiata fece arrestare uno spacciatore della scuola (in realtà lo fece per Emily, per non farla entrare nel giro, ma questo causò solo una frattura che portò all'irreparabile rottura tra i due), e gli intima di fare attenzione, perché sa che sta indagando su una faccenda losca, ma che può aiutarlo fino ad un certo punto, e se i piani alti della scuola lo scoprono e Brendan non fornisce loro un capro espiatorio, per lui sarà la fine.
Brendan vede la Mustang nera in un parcheggio e cerca di entrarci. Viene picchiato dal proprietario dell'auto, lo stesso che lo aveva malmenato in precedenza. Invece di reagire, Brendan chiede ripetutamente di incontrare il Perno. L'uomo è Tug, il principale esecutore del Perno, che con riluttanza porta Brendan a casa del Perno.
Brendan chiede al Perno un lavoro, e il Perno dice che indagherà sul suo conto: da quello che scoprirà, o lo assumerà o lo ucciderà entro il giorno successivo. Laura si rivela e riporta Brendan a scuola, mostrandosi attratta dal giovane. Ella spiega che Emily ha rubato un "mattone" di eroina dopo essere stata respinta dall'operazione del Perno. Laura si offre di aiutare Brendan, ma lui non si fida di lei.
Il giorno successivo, Brendan affronta e si salva da uno spacciatore armato di coltello che intendeva ucciderlo, per poi venire a sapere che il Perno lo ha assunto. Dode chiama Brendan e dice di aver visto Brendan nascondere il corpo di Emily. Credendo che Brendan sia l'assassino, minaccia di rovinarlo. Brendan incontra il Perno, che sospetta che Tug abbia intenzione di tradirlo.
A casa del Perno, Tug dice a Brendan che questi ha recentemente acquistato dieci mattoni di eroina, vendendone rapidamente otto all'ingrosso. Il nono fu rubato e in seguito restituito contaminato (cosa che Brendan già sapeva perché Brain gli aveva rivelato in precedenza che un loro conoscente si era fatto una dose che lo aveva fatto finire in coma) e l'ultimo mattone rimane da vendere. Il Perno arriva e dice che qualcuno vuole incontrarsi per discutere di Emily, rivelando che Tug è stato coinvolto romanticamente con lei.
Brendan intercetta Dode sulla strada per l'incontro e scopre che Emily era incinta quando è morta; Dode crede che fosse suo figlio. Brendan sviene per le ferite accumulate e arriva tardi alla riunione, dove Dode chiede soldi per rivelare chi ha ucciso Emily. Improvvisamente però Tug impazzisce , picchia e poi spara a Dode in testa, quindi minaccia il Perno, che se ne va mentre Brendan sviene di nuovo. Brendan si sveglia nella camera da letto di Tug, sentendo di nascosto un delirio in cui confessa l'omicidio di Emily, di come credesse che il bambino fosse suo e di come la notizia lo abbia fatto uscire di testa a tal punto da commettere l'omicidio, e appena Brendan si alza gli dice che sono in guerra con il Perno.
Brendan organizza un incontro tra i due e aspetta nella camera da letto di Tug. Laura lo raggiunge e lo conforta mentre piange Emily e si baciano. Laura chiede al ragazzo di non andare all'incontro, ma lui deve farlo, perché se scoppierà una guerra ci andrà di mezzo anche lui. Brendan però riconosce la sigaretta fumata dalla ragazza la sera dell'incontro come lo stesso marchio che è stato lasciato cadere dalla Mustang durante la chiamata con Emily, capendo che la ragazza nasconde più di quanto sembri. All'incontro, tutto sembra procedere bene, quando all'improvviso esplode il caos perché qualcuno ha rubato il decimo mattone. Tug furioso picchia a morte il Perno mentre Brendan fugge proprio durante l'arrivo della polizia. Mentre va, passa vicino al bagagliaio parzialmente aperto della macchina di Tug, dove ha posizionato il corpo di Emily per assicurarsi che la polizia incolpi il ragazzo del suo omicidio.
Il giorno successivo, Brendan incontra Laura a scuola. Il giovane rivela a Laura di sapere che ha rubato lei il nono mattone al Perno, di come volesse entrare in proprio dopo essersi avvicinata al giro grazie a Brad, ma che poi le cose peggiorarono dopo averlo tagliato male. Sa anche che aveva incastrato Emily per il furto e che l'aveva convinta ad incontrare Tug, suggerendole di dirgli che fosse suo il bambino non ancora nato (per commuoverlo cosicché non le facesse del male), certa che, dopo una notizia del genere, egli si sarebbe lasciato prendere dal panico e l'avrebbe uccisa. Brendan ha inoltre scritto una nota anonima a Trueman affermando che il decimo mattone è nell'armadietto di Laura, rivelando il coinvolgimento nella storia della ragazza e di Brad (che aveva assunto lo spacciatore col coltello per vendicarsi dell'umiliazione subita). Laura, oramai perduta, dice vendicativamente a Brendan che Emily voleva tenere il bambino pur non amando il padre, e che era incinta di tre mesi quando morì, facendo capire al ragazzo che il nascituro era suo.

## Distribuzione
Il film, presentato nella Settimana internazionale della critica alla Mostra del Cinema di Venezia, è uscito nelle sale cinematografiche statunitensi il 31 marzo 2006 ed è arrivato nelle sale cinematografiche italiane solo il 30 novembre 2007, con il titolo Brick - La roba, poi modificato in Brick - Dose mortale per la distribuzione home video.

## Titolo
Il titolo originale, brick, mattone, è un termine gergale per definire il panetto non tagliato di eroina.

## Riconoscimenti
- 2005 - Sundance Film Festival
  - Premio speciale della giuria